# (200004) 2007 KY6
(200004) 2007 KY6 es un asteroide perteneciente al cinturón de asteroides, descubierto el 23 de mayo de 2007 por John Broughton desde el Observatorio de Reedy Creek, Gold Coast (Queensland), Australia.

## Designación y nombre
Designado provisionalmente como 2007 KY6.

## Características orbitales
2007 KY6 está situado a una distancia media del Sol de 2,335 ua, pudiendo alejarse hasta 2,802 ua y acercarse hasta 1,869 ua. Su excentricidad es 0,199 y la inclinación orbital 3,453 grados. Emplea 1303,98 días en completar una órbita alrededor del Sol.

## Características físicas
La magnitud absoluta de 2007 KY6 es 17.